# Vi sätter oss i ringen
Vi sätter oss i ringen är en välkänd svensk barnpsalm med text av Margareta Melin 1969. Musik av Lars Åke Lundberg 1970. Sången skrevs för Kyrkans barntimmar och fick stor spridning i Sverige under 1970-talet, med albumet Vi sätter oss i ringen. Ilon Wikland tecknade albumets konvolut med barn från olika delar av världen.
Texten och musiken är upphovsrättsligt skyddade.

## Publikation
- Smått å Gott, 1977
- Den svenska psalmboken 1986 som nummer 608 under rubriken "Barn och familj".
- Psalmer och Sånger 1987 som nummer 714 under rubriken "Tillsammans i världen".[1]
- Segertoner 1988 som nummer 635 under rubriken "Tillsammans med barnen".
- Barnens svenska sångbok, 1999, under rubriken "Hemma i världen".
- Hela familjens psalmbok 2013 som nummer 147 under rubriken "Alla vi på jorden".[2]

## Inspelningar
En tidig inspelning gjordes av Lars Åke Lundberg, och gavs ut på skiva 1972.